# 上田寅吉

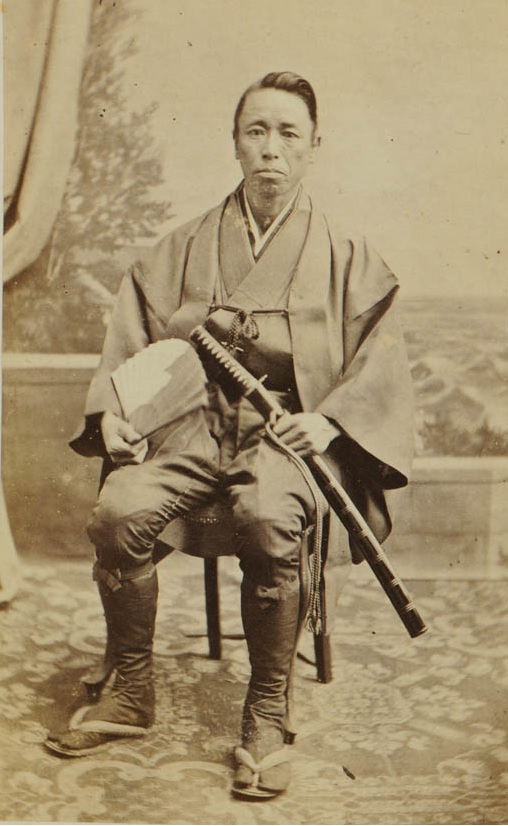
1864年 オランダで撮影

上田 寅吉（うえだ とらきち、1823年4月20日（文政6年3月10日） - 1890年（明治23年）9月12日）は、幕末から明治時代にかけての造船技術者。
1854年（安政元年）、ロシア帝国の使節・エフィム・プチャーチンが乗艦するディアナ号が安政東海地震の津波で座礁沈没したため、代替船としてロシア人の指導のもとに西洋式帆船のヘダ号を完成させ、日本人による西洋式軍艦の造船に成功した。明治維新後も、横須賀造船所の初代大工士・所長を務めるなどし、日本の造船業の近代化に貢献した。

## 人物経歴
上田寅吉は、伊豆国君沢郡戸田村大中島（現・静岡県沼津市）の船大工の家に生まれた。
1854年（嘉永7年）11月3日、下田で行われた日露和親条約締結の第1回交渉翌日に発生した安政東海地震による大津波のため、寄港していたディアナ号が損傷した。同艦は修理のために戸田港を目指して駿河湾を北上するが嵐に襲われて数日間漂流した後、宮島村（現・静岡県富士市）沖で沈没した。艦長のプチャーチンは、条約が成立した暁に帰国のための代艦建造を江戸幕府に請願し、これに対して幕府は韮山代官の江川英龍を建造取締に任命した。交渉全権人の川路聖謨とその上司である老中の阿部正弘は、ロシア人による洋式外洋船の建造技術を同国から学ぼうと、積極的に資材と人材の手配に奔走したが、上田はこの時、造船世話掛の7人の船大工棟梁の1人に選ばれた。
同年（安政元年）12月24日から、図面等の諸資料もなく、日露両国人の意思疎通もままならない中、上田らは見識のあるロシアの乗組員から指導を受けつつも、手探り状態で日本初の本格的洋式帆船の建造を開始し、翌年3月には87トン、50人乗り2本マスト状の帆船「戸田（ヘダ）号」が進水した。幕府はヘダ号の優秀性に注目、同型船を追加建造を決定。そのうち6隻を戸田で建造。幕府は長さ12間（約21・8メートル）2本マストのスクーネル船を君沢形と唱えることと江川代官あてに通達。君沢の由来は戸田村が当時君沢郡に属していたことによる。造船はまた寅吉ら7人の造船世話係を中心に進められた。その後、上田は鈴木七助とともに長崎海軍伝習所に出張を命ぜられたが、残り5人が中心となり一挙に約6カ月で6隻を完成させ、江川代官に引き渡された。
すでに欧式船舶建造の知識を備えていた上田であるが、さらに1862年（文久2年）には榎本武揚らとオランダに留学し、蒸気船機械製作の伝習を命ぜられた。こうして開陽丸船匠長としてオランダに6年間、大野規周らとライデンのレーベンダール346番地（現・27番地）に同居滞在し、1867年（慶応3年）には開陽丸を運転して帰国した。日本に戻ってからは、幕府軍に加わり榎本の下で箱館戦争を戦うも降伏した。明治政府による拘留を経て1870年（明治3年）に釈放されると横須賀造船所に造船技術者として出仕し、横須賀の海軍工廠初代工場長に就任した。1876年（明治9年）頃に赤松則良の設計で建造された軍艦4隻（清輝・天城・海門・天竜）の製図を引いたのが横須賀造船所、後の横須賀海軍工廠所長を務めていた寅吉で、赤松とともに近代日本の造船技術と海軍の基礎固めに大きく貢献したことから、「日本造船の父」とも呼ばれた。以後、日本の西洋式船艦の造船は、日本人技術者だけにより次々と成し遂げられていった。
上田はこの他、長崎の三菱造船所など、日本の主な造船所設立にも携わる。後の日露戦争の日本海海戦にてロシア・バルチック艦隊を破った日本艦隊の戦艦4隻の設計も担当。1890年に68歳で死去した。

## 演じた俳優
- 幕末のスパシーボ - 大山高男
- 五稜郭 (テレビドラマ) - 柴田善行